# Flashgal
Flashgal è un videogioco arcade a scorrimento orizzontale sviluppato nel 1985 da SEGA. Si tratta essenzialmente di un picchiaduro, che tuttavia nel suo svolgimento si trasforma più volte in uno sparatutto. Non è stato convertito per alcuna consolle domestica.
Il titolo del gioco si riferisce al nome di battaglia della protagonista, una giovane donna dai capelli lunghi e neri, fisicamente simile a Wonder Woman, con la quale però non ha altro in comune, essendo priva di superpoteri.

## Modalità di gioco
L'azione si snoda per 11 livelli, nei quali Flashgal deve sgominare un'organizzazione criminale formata sia da gangster statunitensi sia da fanatici giapponesi nostalgici dell'epoca Sengoku; l'elenco dei nemici comuni comprende anche animali addestrati dai malvagi, tra cui tacchini (grigi oppure verdi), cani, scimmiette e pipistrelli; sono presenti inoltre alcuni robot. Di boss ce n'è invece uno soltanto, ma Flashgal si misurerà con lui più volte, alla fine dei livelli 3, 5, 6, 7, 9 e 11. Egli si fa sempre aiutare da nemici comuni.
Flashgal combatte perlopiù a mani nude (dando cazzotti o calci volanti), ma nel livello 3 è armata di spada, mentre nei livelli 2, 4, 8 e 10 affronta i nemici alla guida di vari mezzi, sparando razzi da essi. In alcuni dei livelli che la vedono appiedata può anche impadronirsi di un piccolo bazooka, arma rilasciata da una particolare tipologia di nemici, i tacchini verdi, quando questi vengono eliminati. 
Il gioco prevede punti ferita per Flashgal quando è appiedata; se invece la protagonista viene colpita nei livelli in cui usa i mezzi, la sua morte è istantanea. Le vite sono 3, aumentabili al raggiungimento di determinati punteggi: quelle di scorta sono simboleggiate dalle rivoltelle che appaiono nell'angolo inferiore sinistro dello schermo. L'energia vitale può essere recuperata in ogni livello se si portano continui attacchi vincenti; la barra di energia torna poi automaticamente piena a ogni livello completato.
Per eliminare la maggior parte dei nemici comuni è sufficiente un solo colpo, prescindendo dunque ogni volta dal fatto che Flashgal sia armata o meno. I soli nemici che non possono essere abbattuti sono i motociclisti e i piloti di aquascooter. 
Si usano un joystick, col quale il giocatore può controllare Flashgal e i suoi mezzi, più due tasti: A per ogni tipo di attacco, B per saltare.
Ogni livello ha uno o più checkpoint.
Una volta completato il gioco si riprende dal livello 5, ma con difficoltà maggiore.